# Straßenbahn Tampere
| \| \| \| Pyhällönpuisto 1 \| \| \| \| \| Lentävänniemi \| \| \| \| \| Niemenranta \| \| \| \| \| Niemen kartano \| \| \| \| \| Tehdas \| \| \| \| \| Lielahti \| \| \| \| \| Bauvorleistung zukünftiger Abzweig \| \| \| \| \| Hiedanranta \| \| \| \| \| Näsijärvi \| \| \| \| \| Staatsstraße 12 \| \| \| \| \| Santalahti \| \| \| \| \| Tikkutehdas \| \| \| \| \| Bahnstrecke Rauma–Tampere \| \| \| \| \| Särkänniemi \| \| \| \| \| Pyynikintori \| \| \| \| \| Tuulensuu \| \| \| \| \| Keskustori \| \| \| \| \| Tammerkoski \| \| \| \| \| Sorin aukio 3 \| \| \| \| \| Koskipuisto \| \| \| \| \| Rautatieasema \| \| \| \| \| Bahnhof Tampere \| \| \| \| \| Tulli \| \| \| \| \| Sammonaukio \| \| \| \| \| \| \| \| \| \| Kalevan kirkko \| \| \| \| \| Hippos \| \| \| \| \| Staatsstraße 12 \| \| \| \| \| TAYS \| \| \| \| \| Kaupin kampus 1 \| \| \| \| \| Kaleva \| \| \| \| \| Uintikeskus \| \| \| \| \| Kalevanrinne \| \| \| \| \| Hakametsä \| \| \| \| \| Bahnstrecke Tampere–Orivesi \| \| \| \| \| Turtola \| \| \| \| \| Vihoja \| \| \| \| \| Staatsstraße 9 \| \| \| \| \| Hallila \| \| \| \| \| Pohjois-Hervanta \| \| \| \| \| Opiskelija \| \| \| \| \| Hervantakeskus \| \| \| \| \| Hervannan kampus \| \| \| \| \| Betriebshof und Depot \| \| \| \| \| Etelä-Hervanta \| \| \| \| \| Hervantajärvi 3 \| \| |  |                                    |                                    |
| U-Bahn-Kopfbahnhof Streckenanfang |  | Pyhällönpuisto 1                   | Pyhällönpuisto 1                   |
| U-Bahn-Haltepunkt / Haltestelle |  | Lentävänniemi                      | Lentävänniemi                      |
| U-Bahn-Haltepunkt / Haltestelle |  | Niemenranta                        | Niemenranta                        |
| U-Bahn-Haltepunkt / Haltestelle |  | Niemen kartano                     | Niemen kartano                     |
| U-Bahn-Haltepunkt / Haltestelle |  | Tehdas                             | Tehdas                             |
| U-Bahn-Kopfbahnhof Streckenanfang (Strecke außer Betrieb) · U-Bahn-Strecke |  | Lielahti                           | Lielahti                           |
| U-Bahn-Strecke nach links (außer Betrieb) · U-Bahn-Abzweig geradeaus und ehemals von rechts |  | Bauvorleistung zukünftiger Abzweig | Bauvorleistung zukünftiger Abzweig |
| U-Bahn-Haltepunkt / Haltestelle |  | Hiedanranta                        | Hiedanranta                        |
| U-Bahn-Brücke über Wasserlauf |  | Näsijärvi                          | Näsijärvi                          |
| |  | Staatsstraße 12                    |                                    |
| U-Bahn-Haltepunkt / Haltestelle |  | Santalahti                         | Santalahti                         |
| U-Bahn-Haltepunkt / Haltestelle |  | Tikkutehdas                        | Tikkutehdas                        |
| U-Bahn-Kreuzung mit Eisenbahn geradeaus oben |  | Bahnstrecke Rauma–Tampere          | Bahnstrecke Rauma–Tampere          |
| U-Bahn-Haltepunkt / Haltestelle |  | Särkänniemi                        | Särkänniemi                        |
| U-Bahn-Haltepunkt / Haltestelle |  | Pyynikintori                       | Pyynikintori                       |
| U-Bahn-Haltepunkt / Haltestelle |  | Tuulensuu                          | Tuulensuu                          |
| U-Bahn-Haltepunkt / Haltestelle |  | Keskustori                         | Keskustori                         |
| U-Bahn-Brücke über Wasserlauf |  | Tammerkoski                        | Tammerkoski                        |
| U-Bahn-Kopfbahnhof Streckenanfang und quer · U-Bahn-Abzweig geradeaus, nach rechts und von rechts |  | Sorin aukio 3                      | Sorin aukio 3                      |
| U-Bahn-Haltepunkt / Haltestelle |  | Koskipuisto                        | Koskipuisto                        |
| |  | Rautatieasema                      |                                    |
| U-Bahn-Kreuzung mit Eisenbahn geradeaus unten |  | Bahnhof Tampere                    | Bahnhof Tampere                    |
| U-Bahn-Haltepunkt / Haltestelle |  | Tulli                              | Tulli                              |
| U-Bahn-Haltepunkt / Haltestelle |  | Sammonaukio                        | Sammonaukio                        |
| U-Bahn-Abzweig geradeaus und nach links · U-Bahn-Strecke von rechts |  |                                    |                                    |
| U-Bahn-Strecke · U-Bahn-Haltepunkt / Haltestelle |  | Kalevan kirkko                     | Kalevan kirkko                     |
| U-Bahn-Strecke · U-Bahn-Haltepunkt / Haltestelle |  | Hippos                             | Hippos                             |
| U-Bahn-Strecke |  | Staatsstraße 12                    | Staatsstraße 12                    |
| U-Bahn-Strecke · U-Bahn-Haltepunkt / Haltestelle |  | TAYS                               | TAYS                               |
| U-Bahn-Strecke · U-Bahn-Kopfbahnhof Streckenende |  | Kaupin kampus 1                    | Kaupin kampus 1                    |
| U-Bahn-Haltepunkt / Haltestelle |  | Kaleva                             | Kaleva                             |
| U-Bahn-Haltepunkt / Haltestelle |  | Uintikeskus                        | Uintikeskus                        |
| U-Bahn-Haltepunkt / Haltestelle |  | Kalevanrinne                       | Kalevanrinne                       |
| U-Bahn-Haltepunkt / Haltestelle |  | Hakametsä                          | Hakametsä                          |
| U-Bahn-Kreuzung mit Eisenbahn geradeaus unten |  | Bahnstrecke Tampere–Orivesi        | Bahnstrecke Tampere–Orivesi        |
| U-Bahn-Haltepunkt / Haltestelle |  | Turtola                            | Turtola                            |
| U-Bahn-Brücke über Wasserlauf |  | Vihoja                             | Vihoja                             |
| |  | Staatsstraße 9                     |                                    |
| U-Bahn-Haltepunkt / Haltestelle |  | Hallila                            | Hallila                            |
| U-Bahn-Haltepunkt / Haltestelle |  | Pohjois-Hervanta                   | Pohjois-Hervanta                   |
| U-Bahn-Haltepunkt / Haltestelle |  | Opiskelija                         | Opiskelija                         |
| U-Bahn-Haltepunkt / Haltestelle |  | Hervantakeskus                     | Hervantakeskus                     |
| U-Bahn-Haltepunkt / Haltestelle |  | Hervannan kampus                   | Hervannan kampus                   |
| U-Bahn-Abzweig geradeaus und nach links · U-Bahn-Betriebs-/Güterbahnhof Streckenende und quer |  | Betriebshof und Depot              | Betriebshof und Depot              |
| U-Bahn-Haltepunkt / Haltestelle |  | Etelä-Hervanta                     | Etelä-Hervanta                     |
| U-Bahn-Kopfbahnhof Streckenende |  | Hervantajärvi 3                    | Hervantajärvi 3                    |

Die Straßenbahn Tampere (finnisch Tampereen ratikka) ist das Straßenbahn- bzw. Stadtbahnsystem in der finnischen Stadt Tampere. Es wurde im August 2021 in Betrieb genommen.

## Liniennetz
Ab 9. August 2021 wurden zwei Straßenbahnlinien bedient, die Züge fuhren jeweils alle 7 ½ Minuten:
| Linie | Linienweg | Anzahl Haltestellen | Länge   | Durchschnittlicher Haltestellenabstand |
| ----- | --- | ------------------- | ------- | -------------------------------------- |
| 1     | Sorin aukio – Koskipuisto – Rautatieasema (Bahnhof) – Sammonaukio – Tampereen yliopistollinen sairaala (TAYS, Universitätskrankenhaus) – Kaupin kampus                          | 09                  | 04,7 km | 587 m                                  |
| 3     | Pyynikintori – Keskustori – Koskipuisto – Rautatieasema (Bahnhof) – Sammonaukio – Hakametsä – Turtola – Hervantakeskus – Hervannan kampus (Universität Tampere) – Hervantajärvi | 19                  | 11,6 km | 611 m                                  |

Nach den Streckenerweiterungen im Nordwesten und dem Endstellentausch verkehren die zwei Straßenbahnlinien weiterhin im 7 ½ Minuten-Takt seit 7. Januar 2025 wie folgt:
| Linie | Linienweg | Anzahl Haltestellen | Länge   | Fahrzeit |
| ----- | --- | ------------------- | ------- | -------- |
| 1     | Pyhällönpuisto – Santalahti – Pyynikintori – Keskustori – Koskipuisto – Rautatieasema (Bahnhof) – Sammonaukio – TAYS (Tampereen yliopistollinen sairaala, Universitätskrankenhaus) – Kaupin kampus | 20                  | 10,6 km | 30 min   |
| 3     | Sorin aukio – Koskipuisto – ;Rautatieasema (Bahnhof) – Sammonaukio – Hakametsä – Turtola – Hervantakeskus – Hervannan kampus (Universität Tampere) – Hervantajärvi                                 | 17                  | 14,0 km | 33 min   |

## Geschichte

### Vorgeschichte

Bauphasen der Straßenbahn Tampere: Phase 1 in Rot, Phase 2 in Blau

Bereits 1907 gab es den Vorschlag, in Tampere eine breitspurige Straßenbahn zu bauen. Es lagen entsprechende Pläne vor, doch die Wirtschaftlichkeitsberechnungen der Untersuchungskommission verzögerten die Umsetzung des Projekts. Die Realisierung der Straßenbahn schien jedoch weiterhin wahrscheinlich, bis die Entwicklung durch den Bürgerkrieg von 1918 gestoppt wurde. In den 1920er Jahren wurde ein Straßenbahnverkehr in der wachsenden Stadt wieder zum Gesprächsthema und noch 1929 wurde eine Straßenbahnlinie geplant. Die Pläne wurden jedoch aufgrund fehlender Finanzmittel nicht umgesetzt und mit dem Zweiten Weltkrieg wurde die Idee einer Straßenbahn in Tampere jahrzehntelang verschüttet. Stattdessen gab es zwischen 1948 und 1976 einen Obus-Verkehr. In den Jahren 1991–1992 wurde eine Studie zur Entwicklung des Schienenverkehrs durchgeführt, die eine Straßenbahnlinie Hervanta – Stadtzentrum – Tesoma vorsah.
Nach langer Planungszeit wurde am 7. November 2016 mit dem Bau von zunächst zwei regelspurigen Strecken begonnen. Damit erhielt Finnland das erste Straßenbahnsystem auf 1435 mm Spurweite. Die Straßenbahnen von Helsinki, Turku (bis 1972) und in Viipuri (bis 1945 und in der Sowjetunion noch bis 1957) waren oder sind mit Meterspur (1000 mm Spurweite) ausgeführt.

### Phase 1
Es handelte sich zunächst um zwei Strecken mit insgesamt 16 km Länge und 24 Haltestellen:
- Linie 1 (anfangs geplant als Linie 4): Sorin aukio – Universitätskrankenhaus (rund 4,5 km)
- Linie 3: Pyynikintori – Hervanta (rund 11 km, ersetzt Buslinie 3), ab Haltestelle Hervannan kampus Anbindung des Depots (rund 1 km)

Der Fahrgastverkehr begann am 9. August 2021.
Eine Idee, in der ersten Phase eine Verbindung von der Hämeenkatu nach Ratina zu bauen, wurde 2018 vom Stadtrat zur Kenntnis genommen und in die weitere Planung einbezogen. Dort befinden sich das Eishockey-Stadion mit 16.000 Sitzplätzen, der Busbahnhof und das größte Einkaufszentrum in Tampere. Am 25. November 2019 wurde die Zweigstrecke genehmigt. Die dortige Haltestelle Sorin aukio diente daraufhin als neue Endhaltestelle der Linie 1 zum Universitätskrankenhaus.

### Phase 2
Die zweite Phase umfasste die Verlängerung der Linie 3 nach Nordwesten. Der erste, rund zwei Kilometer lange Abschnitt nach Santalahti wurde am 7. August 2023 nach drei Jahren Bauzeit eröffnet. Der zweite Abschnitt von Santalahti nach Pyhällönpuisto in Lentävänniemi wurde am 7. Januar 2025 in Betrieb genommen.
Die Kosten für die zweite Phase waren auf 67 Millionen Euro veranschlagt.
Am 3. Juni 2024 wurden die westlichen Endstellen der Linien 1 und 3 getauscht. Damit existierten nach Abschluss der Phase 2 folgende Linien:
- Linie 1: Pyhällönpuisto (Lentävänniemi, seit 7. Januar 2025) – Santalahti – Kaupin kampus (Universitätskrankenhaus)
- Linie 3: Sorin aukio – Hervantajärvi, mit Anbindung des Hauptdepots an der Haltestelle Hervannan kampus

### Phase 3
Im Herbst 2024 startete mit Beginn der Bauarbeiten die Umsetzung der dritten Phase für die Straßenbahn Tampere. Dabei handelt es sich zunächst um zwei Streckenverlängerungen der Linie 1 um insgesamt 6,1 km Länge mit 8 zusätzlichen Haltestellen, die bis 2028 umgesetzt werden sollen:
- Kaupin kampus (Universitätskrankenhaus) – Niihama (1,1 km, eine Haltestelle)
- Sorin aukio – Partola (5,0 km, 7 Haltestellen)

Ursprünglich sollten in diesem Zeitraum auch die jeweiligen Verlängerungen nach Linnainmaa im Nordosten (2,9 km, 3 Haltestellen sowie ein Nachtdepot in Pappila) und Suuppa im Westen (4,2 km, 4 Haltestellen) verwirklicht werden. Deren Bau ist jedoch verschoben und beide Verlängerungen sollen erst bis 2032 abgeschlossen sein.

## Weitere Planungen

### Phase 4
Durchgeplant sind zwei weitere Streckenverlängerungen:
- Linie 2: (Hervantajärvi –) Hiedanranta – Ylöjärvi (8,1 km, 6 Haltestellen mit Nachtdepot in Ryydynpohja)
- Linie 1: Linnainmaa – Lamminrahka (4,0 km, 4 Haltestellen)

Die Strecke der neuen Linie 2 im Nordwesten soll zwischen 2029 und 2032 gebaut werden, die Umsetzung der Verlängerung der Linie 1 im Nordosten ist für den Zeitraum 2033–2036 vorgesehen.

### Voruntersuchungen
Darüber hinaus ist eine Linie 4 von Hatanpäänpuisto nach Vuores im Süden in Vorbereitung mit einem eventuellen Ringschluss nach Hervantajärvi. Auf der Linie 1 sind ein Abzweig von Suuppa zum Flughafen und eine Verlängerung von Suuppa nach Turri in der Diskussion. Auf der Linie 2 könnte ein Abzweig zum Bahnhof Ylöjärvi hinzukommen.

## Entwurf
Ausgelegt werden die Strecken auf eine Höchstgeschwindigkeit von 70 km/h, die Fahrdrahtspannung beträgt 750 Volt (Gleichstrom). Wie bei den meisten neueren Straßenbahnnetzen werden für eine flexible Betriebsführung Zweirichtungswagen eingesetzt, die Endpunkte erhalten teilweise Kehrgleise, aber keine Wendeschleifen. Der Betriebshof liegt im Südosten der Stadt, er ist über eine Betriebsstrecke, die an der Haltestelle Hervannan kampus von der Strecke nach Hervantajärvi abzweigt, angebunden. Im Betriebshof gibt es eine Drehmöglichkeit der Wagen in Form einer Wendeschleife, durch die die Wagen für einen gleichmäßigen Radsatzverschleiß ohne zusätzlichen Aufwand regelmäßig gewendet werden.

### Spurweite
Vor dem Bau wurden Überlegungen hinsichtlich der Spurweite getroffen. Da Anfang der 2010er Jahre auch eine eventuelle Neuplanung der Straßenbahn Turku in Erwägung gezogen wurde und die Planungen hinsichtlich der Erweiterung der Straßenbahn Helsinki durch die Schnellstraßenbahnlinie 15 (Raide-Jokeri) zwischen Helsinki und Espoo anstanden, empfahlen die Arbeitsgruppen im Generalplan, von der Praxis der landesüblichen Spurweite für Bahnstrecken und der U-Bahn Helsinki abzuweichen und die Neubaustrecke regelspurig (1435 mm) zu bauen, um eine möglichst breite Ausschreibung für Lieferanten hochwertiger Fahrzeuge und die damit verbundenen  Kostenvorteile zu erreichen. Die russische Breitspur (1524 mm) des staatlichen Eisenbahnnetzes wäre nur günstig, wenn seine Mitnutzung als Alternative für die Zukunft vorgesehen würde.
Die Gesamtplanung der Straßenbahn Tampere basierte auf beiden Spurweiten. Welche verwendet wird, spielt für die technischen Eigenschaften der Wagen keine große Rolle. Es gibt mehrere westliche Wagenhersteller auf dem Markt, die standardmäßige Niederflur-Standardprodukte und -Komponenten für die Spurweite von 1435 mm anbieten. Abweichungen von der Spurweite würden kostspielige Änderungen, vor allem beim Laufwerk, erfordern. Deshalb fiel die Entscheidung für die Regelspur, die auch für den Bau einer neuen Straßenbahn in Turku gelten würde.
Die Raide-Jokeri wurde dagegen wie die Straßenbahn Helsinki in Meterspur gebaut, um einen gemeinsamen Fahrzeugpark zu ermöglichen.

## Betreiber
Der Betrieb der Straßenbahn Tampere wurde ausgeschrieben. Sechs Gesellschaften bewarben sich um den Auftrag: AB Stockholms Spårvägar, Länsilinjat Oy, Transtech Oy und Keolis Conseil et Projet SARL, VR-Yhtymä und Väinö Paunu Oy. Am 24. April 2019 wurde entschieden, dass VR-Yhtymä das Straßenbahnsystem betreiben wird. Danach wurde zwischen April 2020 und März 2021 ein technischer Probebetrieb durchgeführt. Zwischen April 2021 und August 2021 erfolgte ein Probebetrieb mit Fahrgästen. Der Vertrag läuft 2031 aus und enthält eine Option, diesen nach der tatsächlichen Vertragslaufzeit um drei Jahre zu verlängern.

## Fahrzeuge

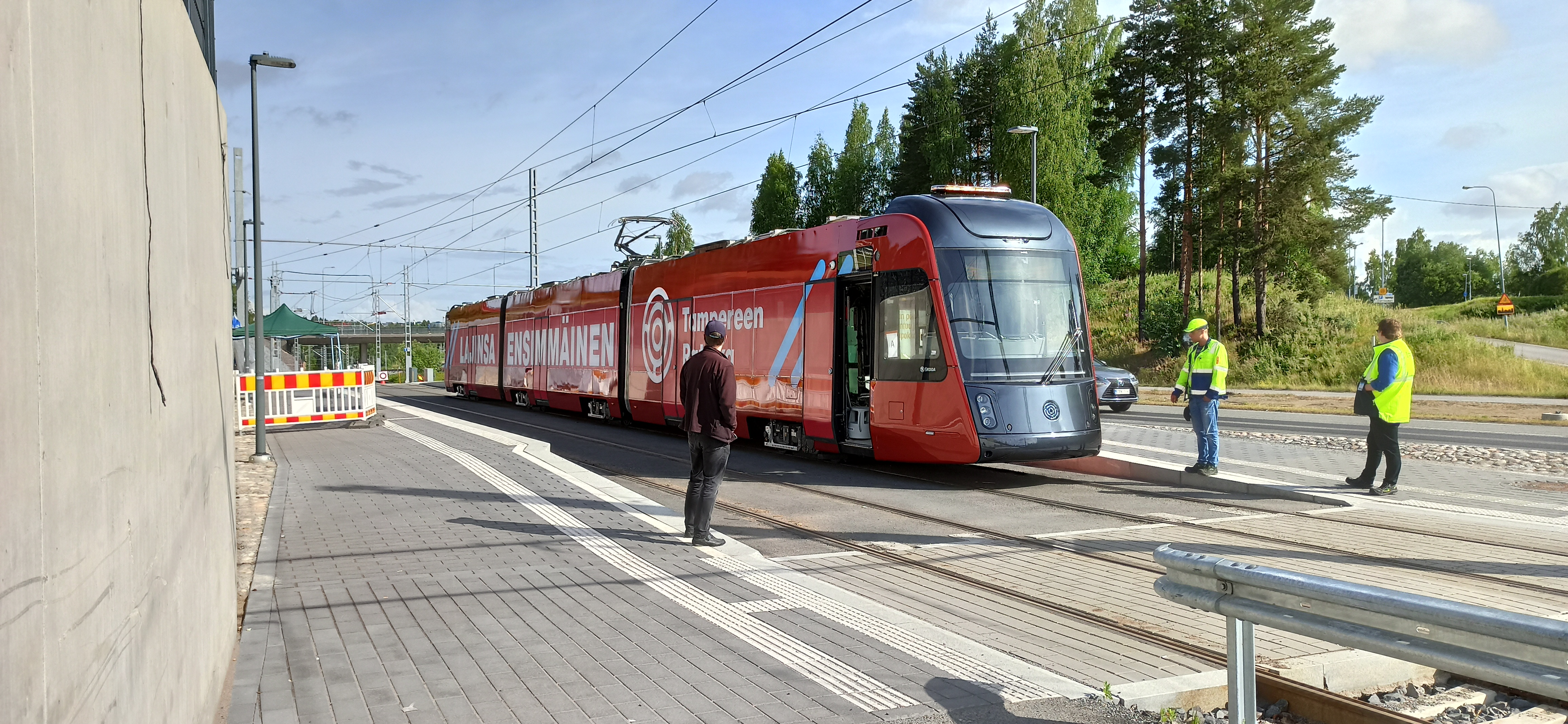
Artic X34 auf Testfahrt im Juli 2020.

Die achtachsigen, niederflurigen Zweirichtungswagen vom Typ ForCity Smart Artic X34 sind dreiteilige Gelenkwagen mit vier Drehgestellen, die Endteile sind auf dem mittleren Wagenkasten aufgesattelt. Sie werden von Transtech, einer Tochter von Škoda Transportation gebaut. Für die erste Baustufe wurden 19 Wagen mit 2,65 m Wagenkastenbreite und 37,3 m Länge geliefert. Es besteht eine Option zur Verlängerung der Wagen auf 47 m, dann X45 statt X34 genannt. Der Wert wird mit 61 Millionen Euro angegeben. Im Zusammenhang mit der beabsichtigten Verlängerung sollen weitere fünf oder sechs Einheiten im Wert von 97,5 Millionen Euro folgen. Zusätzlich gibt es eine Option über 46 Wagen (nach den 19 Wagen für die erste Baustufe), um zukünftige Erweiterungen des Straßenbahnsystems abzudecken.
Für die Verlängerung der Linie 3 nach Lentävänniemi im Nordwesten (Phase 2) werden acht weitere Artic geliefert, sodass der Bestand 28 Fahrzeuge umfasst.
Das Rohmodell wurde im März 2018 fertiggestellt und die endgültige Ausführung im Februar 2019 in Tampere der Öffentlichkeit vorgestellt. Transtech begann im Dezember 2018 mit der Produktion von Straßenbahnwagen in Otanmäki, wobei der erste Wagen im Mai 2020 nach Tampere geliefert wurde und Anfang Juli mit Probefahrten begann.
Ein Wagen bietet Platz für bis zu 264 Fahrgäste, darunter 104 Sitzplätze. Die Höchstgeschwindigkeit der Wagen beträgt 70 km/h. Die Durchschnittsgeschwindigkeit auf der Strecke soll zwischen 19 und 22 km/h liegen. Der Übergang zwischen Bahnsteig und Wagen ist eben. Im Oktober 2018 wurden das Design der Straßenbahn und die Farbe des Wagens bekannt gegeben, das Ziegelrot wurde durch öffentliche Abstimmung ausgewählt.
Am 10. Juni 2024 wurde bei einer Stadtratssitzung beschlossen, die bei der Bestellung der Fahrzeuge vereinbarte Option zur Verlängerung der Triebwagen teilweise einzulösen. Zunächst sollen bis zu elf Fahrzeuge durch das Hinzufügen eines zusätzlichen Segments auf eine Gesamtlänge von 47 Metern zu vierteiligen Fahrzeugen umgebaut werden, um das gestiegene Fahrgastaufkommen zu bewältigen. Der Auftragswert wird abhängig von der Anzahl der umzubauenden Einheiten zwischen 15 und 25 Millionen Euro betragen. Diese Fahrzeuge sollen ab 2027 eingesetzt werden, wofür ein Umbau der Haltestelle Koskipuisto erforderlich ist. Im Dezember 2024 wurden sieben weitere, direkt ab Werk in der längeren Variante zu liefernde Fahrzeuge sowie eine Verlängerung eines bestehenden Fahrzeugs bestellt. Langfristig sollen 34 Fahrzeugen umgebaut werden.
Ein Fahrzeug des Typs TW 6000 der Stadtbahn Hannover wurde im Frühjahr 2020 zu Testzwecken in Tampere eingesetzt.
Der Testwagen wurde an den Rettungsdienst von Pirkanmaa verkauft und am 28. September 2022 in drei Teilen zum Übungsgelände der Feuerwehr Kangasala verlegt. 60 Meter Gleis und Fahrdraht wurden gebaut, um die Wagenteile zu verbinden. Die Straßenbahn steht auf dem Verteilergetriebe, weil das Fahrgestell anderweitig verkauft wurde. Damit können Notberührung, Bewegen der Straßenbahn und Retten von Personen unter einer Straßenbahn geübt werden.